# Карамалы-Елга
Карамалы-Елга — деревня в Азнакаевском районе Республики Татарстан. Относится к Тойкинскому сельскому поселению.

## География
Деревня расположена в южной части района, на правом берегу речки Чалпаймас.
Расстояние до центра сельсовета, села Тойкино, составляет 6,5 км (8,5 км по автодорогам) на северо-северо-восток, до райцентра — 12 км (13,5 км по автодорогам) на север.

## История
Деревня основана в 1920-х годах в составе Азнакаевской волости Бугульминского кантона Татарской АССР.
Название деревни произошло от фитонима «карама» (вяз) и гидрографического термина «елга» (река).
С 10 августа 1930 года деревня Кармала-Елга — в составе Балтачевского сельсовета Тумутукского, с 30 октября 1931 года — Азнакаевского района, проживали татары.
В 1948 году — в составе Тойкинского сельсовета.
С 1 февраля 1963 года по 12 января 1965 года деревня была в составе Альметьевского сельского района, затем — вновь в Азнакаевском районе.

## Население
По переписи 2010 года в деревне проживало 27 человек (10 мужчин, 17 женщин).
В 2002 году — 21 человек (10 мужчин, 11 женщин), татары (90 %).
| 1926 | 1938 | 1949 | 1958 | 1970 | 1979 | 1989 | 2002 | 2010 |
| ---- | ---- | ---- | ---- | ---- | ---- | ---- | ---- | ---- |
| 136  | 241  | 253  | 92   | 126  | 84   | 38   | 21   | 27   |

## Инфраструктура
В 1930 году в деревне был образован колхоз «Чалтаймас», вошедший в 1951 году в состав колхоза «Кызыл Октябрь» (позже — имени Сталина), в 1961 году переименованного в «Ленин Юлы».
В 1990 году этот колхоз был разделён, деревня вошла в состав колхоза «Тойкино». Позже в деревне образовалось ООО «Сантехник» (с 1998 года — СПК «Туйка»), в 2001 году вошедший в состав товарищества на вере «Мухамедъяров и К°» села Уразаево.
Также жители работают на нефтяных предприятиях города Азнакаево.
Деревня электрифицирована и газифицирована, есть кладбище и недействующая ферма КРС. В 2015 году построена мечеть.